# Muju
Muju (Muju-gun) is een district in de Zuid-Koreaanse provincie Jeollabuk-do. Het district heeft een oppervlakte van 631,8 vierkante kilometer, en telt ongeveer 25169 inwoners. Muju is bekend vanwege het Muju Firefly Festival, en wordt doorgaans gezien als de populairste toeristische locatie van Zuid-Korea.

## Geschiedenis
Muju bestond oorspronkelijk uit twee districten. Voor het tijdperk van Samhan werd het district in twee helften verdeeld door het Sobaekgebergte. De oostkant hoorde toen bij Byeonjin en de westkant bij Mahan.
Tijdens de periode van de drie koninkrijken van Korea behoorde het deel van Muju in Byeonjin tot Silla, en droeg de naam Musanhyeon. Mahan hoorde toen bij Paekche en heette Jeokcheonhyeon. In 1414 werden beide helften samengevoegd tot een enkel district als gevolg van een administratieve herindeling door de Joseondynastie.
De naam Muju is een samentrekking van de eerste letters van de twee voormalige namen van het district: Mupung en Jugye.

## Geografie en klimaat
Muju is gelegen nabij vier provincies; waaronder Chungbuk, Chungnam, Gyeongbuk en Gyeongnam. Historisch en geografisch heeft het gebied altijd al gediend als een ontmoetingspunt tussen het oosten en westen van Zuid-Korea.
Muju heeft veel bergen waarbinnen het klimaat sterk kan verschillen tussen dag en nacht. De hoogste temperatuur in het jaar is ongeveer 35 graden en de laagste 17 graden. Gemiddeld valt er 1,1251 millimeter neerslag per jaar.
Hoog in de bergen valt geregeld sneeuw in de winter.

## Economie
52% van de economie in Muju bestaat uit primaire industrie, 2% uit secundaire industrie, en 46% uit tertiaire industrie. Toerisme is een belangrijke bron van inkomsten.
Verschillende grote wegen doorkruisen Muju, waaronder nationale weg #19, #30 en #37. Vanwege de centrale ligging kan men vanuit Muju andere gebieden in Zuid-Korea relatief snel bereiken. Momenteel loopt er nog geen spoorweg door Muju, maar er zijn wel plannen er een aan te leggen.